# Курган (охоронний № 7800)

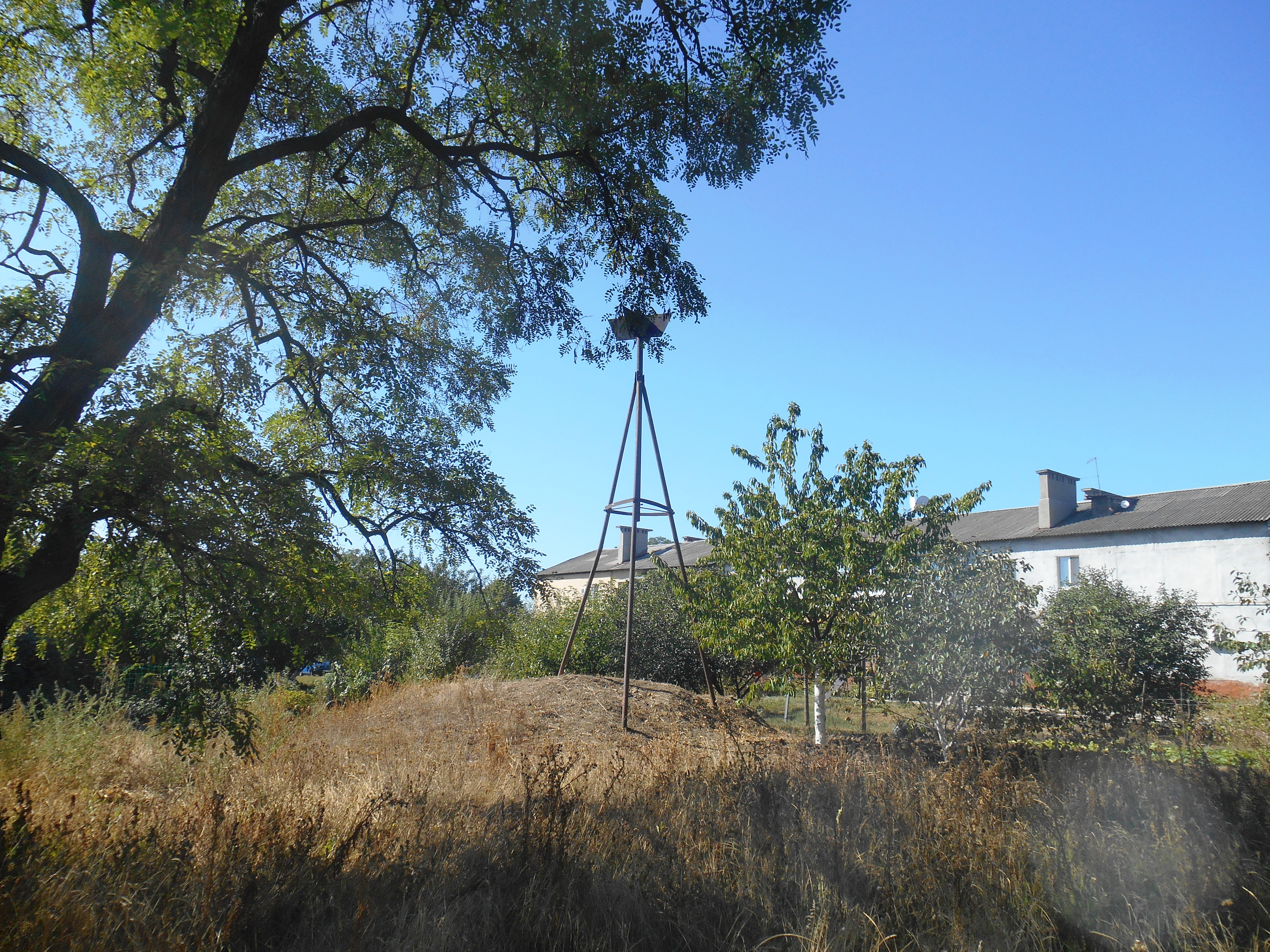
Давній курган на перехресті вул. Центральна та О. Солом'яного

Курган (охоронний № 7800) розташований у м. Кривий Ріг, Тернівський район, вул. Центральна, біля зупинки громадського транспорту.

## Передісторія
Курган виявлено у 1983 р. археологом О. О. Мельником. Належить до епохи бронзи.

## Пам'ятка
Від насипу залишилася центральна частина (вершина). Останець заввишки 0,5 м, розмірами 7×11 м з пірамідою пункту тріангуляції в центрі. З півночі і півдня до останця підходять городи, зі сходу і заходу капітальні споруди з заасфальтованими пішохідними доріжками. Інформаційні таблички відсутні.